# Nombre frugal
Un nombre frugal és un nombre natural que té més dígits que el nombre de dígits en la seva factorització en nombres primers (inclosos els exponents).
Per exemple, utilitzant l'aritmètica de base 10, els primers números frugals són 125 (53), 128 (27), 243 (3⁵), i 256 (28). Els nombres frugals també existeixen en altres bases; per exemple, en l'aritmètica binària trenta-dos és un nombre frugal, ja que 10101 = 100000.
Els nombres frugals de base 10 fins a 2000 són: 125, 128, 243, 256, 343, 512, 625, 729, 1024, 1029, 1215, 1250, 1280, 1331, 1369, 1458, 1536, 1681, 1701, 1715, 1792, 1849, 1875 (successió A046759 a l'OEIS)
Un nombre que sigui frugal o equidigital es diu «nombre econòmic».